# Równowaga biologiczna (akwarystyka)
Równowaga biologiczna – w akwarystyce jest to stan, w którym ekosystem akwarium, w długim okresie zachowuje dynamiczną równowagę pomiędzy biocenozą i biotopem w sposób zapewniający dobrostan utrzymywanych w akwarium zwierząt i roślin zgodnie z zamierzeniami i celem akwarysty co do kształtu i składników tworzonego w akwarium środowiska.
Akwarium osiąga równowagę biologiczną po pewnym okresie od założenia. Powinna ona zostać osiągnięta po około sześciu tygodniach. Jest to czas, w którym w pełni rozwiną się procesy nitryfikacyjne i cykl azotowy lub stabilizują się procesy związane z odcięciem dostępu tlenu przez zalanie podłoża glebowego (dotyczy akwariów low-tech), do tego momentu mogą w akwariach zachodzić gwałtowne procesy biologiczne i chemiczne, a w szczególności:
- gwałtowne wahania poziomu związków amonowych, azotynów, azotanów włącznie z osiąganiem przez nie stężeń niebezpiecznych dla zwierząt,
- inwazyjne zakwity glonów,
- gwałtowne wahania odczynu PH wody,
- gwałtowne wydzielanie metali ciężkich z podłoża glebowego.

Jeżeli po upływie tego czasu akwarysta stwierdza objawy świadczące o tym, że równowaga biologiczna w akwarium nie została osiągnięta, najczęściej świadczy to o popełnionych błędach w momencie zakładania akwarium oraz błędach pielęgnacyjnych w okresie, gdy akwarium się stabilizuje, a akwarium w takim wypadku wymaga podjęcia zabiegów mających na celu stworzenie warunków sprzyjających powstaniu równowagi.

## Objawy świadczące o równowadze biologicznej w akwarium
- Zdrowy wzrost, wygląd i zachowanie zwierząt zgodne z cechami przypisanymi danemu gatunkowi,
- zdrowy wzrost i wygląd roślin zgodne z cechami przypisanymi danemu gatunkowi,
- utrzymywanie się glonów w ilości niestanowiącej zagrożenia dla innych organizmów i niemających wpływu na pogorszenie wrażenia estetycznego,
- stabilne parametry wody, takie jak twardość, odczyn, stężenie związków azotowych (wartości mierzalne testami akwarystycznymi).

## Objawy świadczące o braku lub zachwianiu równowagi biologicznej w akwarium
Równowaga biologiczna w akwarium jest stanem bardzo delikatnym i łatwo ulegającym zaburzeniu przez nawet pozornie błahe czynniki (np. wprowadzenie do akwarium nowych ryb, roślin, zmiany filtracji, natężenia oświetlenia itp.) Zwykle jako oznaka braku lub zachwiania równowagi uważane są gwałtowne, inwazyjne zakwity glonów stwarzające zagrożenie dla zwierząt, roślin i niszczące efekt estetyczny akwarium, jednak o jej braku mogą świadczyć też następujące objawy:
- gwałtowny zakwit pierwotniaków objawiający się mlecznym zmętnieniem wody,
- dziwne, niezgodne z cechami gatunku, zachowanie ryb,
- śnięcie ryb,
- zły wzrost roślin lub jego stagnacja,
- zapach zgnilizny lub siarkowodoru wyczuwalny nad akwarium.